# NGC 6711
NGC 6711 је спирална галаксија у сазвежђу Змај која се налази на NGC листи објеката дубоког неба.
Деклинација објекта је + 47° 39' 27" а ректасцензија 18h 49m 0,9s. Привидна величина (магнитуда) објекта NGC 6711 износи 12,9 а фотографска магнитуда 13,7. NGC 6711 је још познат и под ознакама UGC 11361, MCG 8-34-25, CGCG 255-17, IRAS 18476+4735, KARA 862, KAZ 496, PGC 62456.